# Dendrobium niveopurpureum
Dendrobium niveopurpureum är en orkidéart som beskrevs av Johannes Jacobus Smith. Dendrobium niveopurpureum ingår i släktet Dendrobium, och familjen orkidéer. Inga underarter finns listade i Catalogue of Life.